# Muzai Moratorium
Muzai Moratorium (無罪モラトリアム), é o primeiro álbum da cantora japonesa Ringo Shiina, lançado em 24 de fevereiro de 1999 pela Toshiba EMI. O álbum vendeu mais de 1.433.000 cópias e conquistou o disco triplo de platina pela RIAJ por ultrapassar a marca de 1.200.000 cópias. Em 2009, o álbum foi classificado como o número 3 na lista da Bounce de 54 Álbuns de Rock Japonês.

## Visão geral
Ringo Shiina compôs praticamente todas as músicas em sua adolescência. O álbum combina múltiplos gêneros de música, tanto do ocidente quanto do oriente, incluindo J-Pop e grunge. Tanto o nome do álbum quanto as músicas combinam japonês e inglês.
As músicas "Akane Sasu, Kiro Terasaredo...", "Keikoku", "Kōfukuron" e "Kabukichō no Joō" foram usadas em comerciais das bebidas The Cocktail Bar, da Suntory.

## Faixas
Todas as faixas escritas e compostas por Ringo Shiina, arranjo de Seiji Kameda. 
| N.º | Título                                                         | Duração |  |
| 1.  | "正しい街 (Tadashii Machi)"                                    | 3:53    |  |
| 2.  | "歌舞伎町の女王 (Kabukichō no Joō)"                            | 2:53    |  |
| 3.  | "丸の内サディスティック (Marunouchi Sadisutikku)"              | 3:56    |  |
| 4.  | "幸福論 (悦楽編) (Kōfukuron (Etsuraku-hen))"                   | 2:58    |  |
| 5.  | "茜さす 帰路照らされど・・・ (Akane Sasu, Kiro Terasaredo...)" | 4:07    |  |
| 6.  | "シドと白昼夢 (Sido to Hakuchūmu)"                             | 4:03    |  |
| 7.  | "積木遊び (Tsumiki Asobi)"                                     | 3:24    |  |
| 8.  | "ここでキスして。 (Koko de Kisu Shite.)"                       | 4:20    |  |
| 9.  | "同じ夜 (Onaji Yoru)"                                          | 3:38    |  |
| 10. | "警告 (Keikoku)"                                               | 4:05    |  |
| 11. | "モルヒネ (Moruhine)"                                          | 3:42    |  |

## Créditos
Shiina utilizou diversas bandas no álbum. Ela também foi acompanhada por convidados como Neko Saito (que continua a trabalhar com ela) e Chieko Kinbara (que trabalha com Björk).
Zetsurin Hectopascal (絶倫ヘクトパスカル) (#1,2,4,6,8,10)
- Ringo Shiina - Vocal, bateria (#2), palmas, assovio
- Susumu Nishikawa - Guitarra, violão acústico
- Seiji Kameda - Baixo, palmas
- Noriyasu Kawamura - Bateria, vocal de apoio, palmas

Zekkyō Solfeggio (絶叫ソルフェージュ) (#3)
- Ringo Shiina - Vocal, piano, escaleta, palmas, sapateado
- Seiji Kameda - Baixo, vocal de apoio
- Noriyasu Kawamura - Bateria, vocal de apoio, palmas, sapateado

Momoiro Spanner (桃色スパナ) (#5,7,9,11)
- Ringo Shiina - Vocal, falso koto, assovio
- Akihito Suzuki - Guitarra, violão acústico, vocal de apoio
- Seiji Kameda - Baixo
- Noriyasu Kawamura - Bateria, conga

Artistas convidados
- Toshiyuki Mori - Piano elétrico (#1,10), piano (#5)
- Neko Saitō - Violino (#9)
- Chieko Kinbara Strings - Instrumentos de cordas[4] (#1,5)
- Tsunehiko Yashiro - Piano elétrico (#8)